# Filtriranje uzbuna
Filtriranje uzbuna, u kontekstu upravljanja računalnim mrežama, metoda kojim sustav IT sustav uzbunjivanja izvješćuje o podrijetlu pada sustava, a ne da samo daje popis sustava koji su pali.

## Primjer
Ovisno kako je postavljena mreža, pad jednog elementa (bilo programske podrške ili sklopovlja) može prouzročiti da pad drugi element. U ovom slučaju, sustav uzbunjivanja bez filtra prijavit će izvorni pad i drugi element koji je zakazao. S filtriranjem uzbuna, sustav uzbunjivanja u mogućnosti je prijaviti izvorni pad uz veći prioritet nego zakazivanja koja su uslijedila, dopuštajući tako tehničari ili popravljaču usredotočiti se na uzrok problema, a ne da troši vrijeme na popravljanje pogrešnog uređaja.